# Quercus castanea
Quercus castanea är en bokväxtart som beskrevs av Luis Née. Quercus castanea ingår i släktet ekar och familjen bokväxter. Inga underarter finns listade.
Denna ek blir vanligen 5 till 18 meter hög.
Arten förekommer i Mexiko, Guatemala och El Salvador. De flesta exemplar hittas i centrala Mexiko. Quercus castane växer i bergstrakter och på högplatå mellan 1400 och 2600 meter över havet. Arten ingår vanligen i torra lövskogar. Den hittas även glest fördelad i buskskogar eller tillsammans med kaktusar samt ärtväxter. Ibland ingår arten i molnskogar.
Där Quercus castane växer bredvid andra ekar kan hybrider uppstå. Trädet blommar mellan mars och juni och mellan oktober och december är artens ekollon mogna. De äts bland annat av samlarspett och gulpannad hackspett som bidrar till ekens fröspridning.
Populationen minskade betydlig genom skogsavverkningar för att etablera jordbruksmark, betesmark för nötkreatur och samhällen. Trots hoten bedömdes Quercus castane året 2015 som vanligt förekommande. IUCN listar arten som livskraftig (LC).